# (612150) 2000 CO105
(612150) 2000 CO105 est un objet transneptunien de magnitude absolue 5,9. Son diamètre est estimé à environ 300 km.